# Olufunke Baruwa
Olufunke Baruwa, est une spécialiste nigériane en genre et développement (en), directrice générale de l'organisation non gouvernementale : le Fonds d' affectation spéciale des femmes nigérianes (en). Elle étudie à l'université d'Abuja (en), l'université du Nigeria à Nsukka puis continue sa formation à l'université d'East Anglia à Norwich et l'université d'York. 
Olufunke Baruwa est une active défenseuse des droits de l'homme, ceux des femmes et des enfants. Elle a représenté le Nigeria devant les instances des Nations unies à New York et Genève.

## Source de la traduction
- (en) Cet article est partiellement ou en totalité issu de l’article de Wikipédia en anglais intitulé « Olufunke Baruwa » (voir la liste des auteurs).